# 常田佐久
常田佐久（つねた さく、1954年（昭和29年）7月14日 - ）は日本の天文学者。人工衛星、観測ロケット、気球などの飛翔体を使った天文学、特に太陽の研究を専門とする。東京都文京区出身。

## 略歴
1978年（昭和53年）3月に東京大学理学部天文学科を卒業、1980年（昭和55年）に東京大学大学院理学系研究科天文学専門課程修士課程を修了、1983年（昭和58年）に同理学系研究科天文学専門課程博士課程を修了し理学博士となる。その後日本学術振興会研究員を経て、1986年（昭和61年）に東京大学東京天文台助手、1988年（昭和63年）からは東京大学理学部で助手、1992年（平成4年）には助教授となる。1996年（平成8年）に国立天文台の太陽物理研究系に教授として迎えられ、以降2012年（平成24年）まで太陽物理学関係の研究を続ける。2013年（平成25年）より宇宙航空研究開発機構の理事を務め、さらに2013年（平成25年）から2018年（平成30年）まで宇宙科学研究所の所長を歴任した。2018年（平成30年）4月1日からは国立天文台の第6代台長を務める。
大学院在学時の1981年（昭和56年）に打ち上げられた日本初の太陽観測衛星「ひのとり」の計画に参画、小田稔を中心とした日本X線天文学の先駆者達の指導を受け、硬X線望遠鏡の開発に携わった。続く「ようこう」では、計画提案と軟X線望遠鏡の開発、「ひので」では、計画提案と可視光望遠鏡の開発および運用責任者として計画を指揮し、日本の太陽観測衛星による研究を牽引してきた。また、観測ロケットや気球による観測や機器の開発を通して若手研究者との共同研究を進めながら後進の育成にも努めている。
国立天文台台長への就任後、2020年3月ごろから国立天文台執行部の姿勢への批判が表面化した。事態を収拾すべく、第三者委員会として、観山正見が委員長、佐藤勝彦が副委員長を務める国立天文台コミュニティ間意思疎通推進委員会が発足。2020年12月1日に中間報告書が、2021年3月12日に最終報告書がリリースされた。2022年3月の台長任期満了に伴い、次期台長人事が注目されたが、2021年11月30日、2年間の継続が内定した。
2023年（令和5年）9月22日より岐阜かかみがはら航空宇宙博物館の館長に就任する。

## 受賞歴
- 1996年（平成8年） - 第12回井上学術賞（平成7年度）「Ｘ線・白色光観測による太陽フレア・コロナの研究」[18]
- 2009年（平成21年） - 日本天文学会林忠四郎賞「飛翔体観測装置による太陽の研究」[19]
- 2019年（平成31年/令和元年） - 「太陽観測衛星による太陽電磁流体現象の研究」で日本学士院賞受賞

## 著書
- 『太陽に何が起きているか』〈文春新書〉2013年1月20日。ISBN 978-4166608881。

編著
- 『太陽活動の謎 NHKサイエンスZERO』NHK「サイエンスZERO」（取材班共編著、NHK出版、2011年）